# Dischidia rhombifolia
Dischidia rhombifolia är en oleanderväxtart som beskrevs av Carl Ludwig von Blume. Dischidia rhombifolia ingår i släktet Dischidia och familjen oleanderväxter. Inga underarter finns listade i Catalogue of Life.